# Kubok SSSR 1987-1988
La Kubok SSSR 1987-1988 fu la 47ª edizione del trofeo. Vide la vittoria finale della Metalist, che così conquistò il suo primo titolo.

## Formula
Dopo diversi anni furono reintrodotti i turni con gare di andata e ritorno: questa formula fu utilizzata per i sedicesimi e gli ottavi di finale e valeva la regola dei gol fuori casa. Per il resto fu confermata la formula delle precedenti edizioni: le squadre partecipanti furono 80 ed erano previsti in tutto sette turni, tutti ad eliminazione diretta; in caso di parità si ricorreva ai Tempi supplementari; in caso di ulteriore parità venivano calciati i tiri di rigore.
I turni previsti erano in tutto sette: al primo turno parteciparono 42 formazioni della Vtoraja Liga e tutte le 22 squadre della Pervaja Liga 1987; nel terzo turno giocarono tutte le sedici squadre della Vysšaja Liga 1987.

## Risultati

### Primo turno
Le partite furono disputate il 6 giugno 1987.
| Squadra 1                | Risultato       | Squadra 2            |
| ------------------------ | --------------- | -------------------- |
| Zenit Iževsk             | 1 – 2 (dts)     | Lokomotiv Mosca      |
| Zarja Kaluga             | 0 – 1           | SKA Rostov           |
| Uralan                   | 2 – 1 (dts)     | Arsenal Tula         |
| Celïnnïk Celinograd      | 1 – 2           | Paxtakor             |
| Torpedo Luc'k            | 2 – 1           | Tekstilščik Tiraspol |
| T'orp'edo Kutaisi        | 2 – 0           | Irtyš Omsk           |
| Spartak Ordžonikidze     | 3 – 0           | Kəpəz                |
| Sokol Saratov            | 2 – 0           | Dinamo Stavropol'    |
| SKA Karpaty              | 2 – 0           | Nyva Vinnycja        |
| Šinnik                   | 3 – 2           | Spartak Tambov       |
| Rotor                    | 5 – 1           | Dila Gori            |
| Paxtakor Andijon         | 2 – 0           | Meliorator Şımkent   |
| Metalurh Zaporižžja      | 4 – 1           | Tavrija              |
| Metallurg Lipeck         | 5 – 2           | Znamja Truda         |
| Kuzbass Kemerovo         | 1 – 0           | Zvezda Irkutsk       |
| Kuban'                   | 1 – 2           | Atommaš Volgodonsk   |
| Kryl'ja Sovetov Kujbyšev | 2 – 1           | Dinamo Samarcanda    |
| Kryvbas                  | 3 – 3 (4-3 dcr) | SKA Kiev             |
| Kotayk'                  | 1 – 1 (3-1 dcr) | Zvezda Perm'         |
| Kolos Nikopol'           | 2 – 0           | Iskra Smolensk       |
| K'olkheti-1913 Poti      | 1 – 0           | Tekstilščik Ivanovo  |
| Khimik Džambul           | 4 – 2           | Energetik Qostanay   |
| Geolog Tjumen'           | 5 – 1           | Sokhibkor Khalkabad  |
| Dinamo Sukhumi           | 3 – 1           | Uralmaš              |
| Dinamo Batumi            | 0 – 2           | Krasnaja Presnja     |
| Dinamo Barnaul           | 0 – 0 (5-6 dcr) | Neftyanik Fergana    |
| Družba Majkop            | 1 – 0           | Fakel Voronež        |
| Daugava Rīga             | 2 – 1           | Nistru Kišinëv       |
| Avangard Kursk           | 2 – 0           | Rostsel'maš          |
| Atlantas                 | 2 – 1 (dts)     | Čornomorec'          |
| Nyva Ternopil'           | 3 – 2           | Zorja                |
| CSKA Pamir               | 1 – 0           | SKA-Chabarovsk       |

### Secondo turno
Le partite furono disputate il tra il 24 e il 25 giugno 1986. Giocarono le 32 promosse dal turno precedente.
| Squadra 1                | Risultato       | Squadra 2           |
| ------------------------ | --------------- | ------------------- |
| Kryl'ja Sovetov Kujbyšev | 1 – 2           | Kuzbass Kemerovo    |
| Torpedo Luc'k            | 1 – 0           | SKA Karpaty         |
| Spartak Ordžonikidze     | 1 – 3           | Dinamo Sukhumi      |
| SKA Rostov               | 0 – 0 (6-7 dcr) | Uralan              |
| Šinnik                   | 1 – 0           | Metallurg Lipeck    |
| Rotor                    | 2 – 1           | K'olkheti-1913 Poti |
| Paxtakor                 | 3 – 1           | Khimik Džambul      |
| Paxtakor Andijon         | 4 – 2 (dts)     | Geolog Tjumen'      |
| Nyva Ternopil'           | 2 – 1           | Kryvbas             |
| Neftyanik Fergana        | 1 – 0           | CSKA Pamir          |
| Družba Majkop            | 3 – 2           | Avangard Kursk      |
| Daugava Rīga             | 2 – 1           | Metalurh Zaporižžja |
| Atommaš Volgodonsk       | 1 – 0 (dts)     | Sokol Saratov       |
| Atlantas                 | 2 – 0           | Kolos Nikopol'      |
| Krasnaja Presnja         | 1 – 0           | T'orp'edo Kutaisi   |
| Lokomotiv Mosca          | 4 – 1           | Kotayk'             |

### Terzo turno
Le gare di andata furono disputate tra il 5 luglio e il 2 agosto 1987; quelle di ritorno tra il 18 luglio e il 6 agosto 1987. In questo turno entrarono in scena le sedici squadre della Vysšaja Liga 1987 che si scontrarono con le sedici promosse dal turno precedente, giocando l'andata in casa.
| Squadra 1        | Totale          | Squadra 2          | Andata | Ritorno     |
| ---------------- | --------------- | ------------------ | ------ | ----------- |
| Dnepr            | 13 - 0          | Uralan             | 10 - 0 | 3 - 0       |
| Dinamo Tbilisi   | 6 - 1           | Šinnik             | 4 - 1  | 2 - 0       |
| Guria Lanchkhuti | 5 - 5 (gfc)     | Rotor              | 4 - 2  | 1 - 3       |
| Qairat           | 1 - 2           | Paxtakor           | 1 - 0  | 0 - 2       |
| Neftçi Baku      | 7 - 0           | Paxtakor Andijon   | 4 - 0  | 3 - 0       |
| Šachtar          | 6 - 0           | Nyva Ternopil'     | 4 - 0  | 2 - 0       |
| Dinamo Mosca     | 1 - 1 (1-3 dcr) | Kuzbass Kemerovo   | 1 - 0  | 0 - 1 (dts) |
| Dinamo Minsk     | 2 - 2 (gfc)     | Dinamo Sukhumi     | 2 - 1  | 0 - 1       |
| Zenit Leningrado | 3 - 2           | Družba Majkop      | 3 - 1  | 0 - 1       |
| Ararat           | 10 - 4          | Atommaš Volgodonsk | 6 - 2  | 4 - 2       |
| Torpedo Mosca    | 2 - 1           | Atlantas           | 1 - 1  | 1 - 0       |
| Metalist         | 4 - 2           | Krasnaja Presnja   | 3 - 1  | 1 - 1       |
| Dinamo Kiev      | 4 - 2           | Lokomotiv Mosca    | 2 - 1  | 2 - 1       |
| Spartak Mosca    | 3 - 1           | Daugava Rīga       | 1 - 0  | 2 - 1       |
| CSKA Mosca       | 1 - 0           | Torpedo Luc'k      | 1 - 0  | 0 - 0       |
| Žalgiris         | 11 - 3          | Neftyanik Fergana  | 8 - 3  | 3 - 0       |

### Ottavi di finale
Le gare di andata furono disputate tra il 2 agosto e il 20 novembre 1987; quelle di ritorno tra il 15 agosto e il 24 novembre 1987.
| Squadra 1        | Totale | Squadra 2        | Andata | Ritorno |
| ---------------- | ------ | ---------------- | ------ | ------- |
| Neftçi Baku      | 5 - 2  | Kuzbass Kemerovo | 5 - 1  | 0 - 1   |
| Zenit Leningrado | 0 - 1  | Dinamo Tbilisi   | 0 - 0  | 0 - 1   |
| Metalist         | 5 - 1  | Dinamo Sukhumi   | 3 - 0  | 2 - 1   |
| Ararat           | 4 - 5  | Dnepr            | 3 - 1  | 1 - 4   |
| CSKA Mosca       | 1 - 4  | Torpedo Mosca    | 1 - 0  | 0 - 4   |
| Šachtar          | 1 - 3  | Spartak Mosca    | 0 - 1  | 1 - 2   |
| Paxtakor         | 1 - 3  | Žalgiris         | 1 - 2  | 0 - 1   |
| Dinamo Kiev      | 3 - 4  | Rotor            | 3 - 2  | 0 - 2   |

### Quarti di finale
Le partite furono disputate il 12 e il 13 aprile 1988.
| Squadra 1     | Risultato   | Squadra 2      |
| ------------- | ----------- | -------------- |
| Dnepr         | 2 – 1       | Dinamo Tbilisi |
| Torpedo Mosca | 1 – 0 (dts) | Spartak Mosca  |
| Žalgiris      | 2 – 1       | Neftçi Baku    |
| Metalist      | 1 – 0       | Rotor          |

### Semifinali
Le partite furono disputate il 18 maggio 1988.
| Squadra 1     | Risultato   | Squadra 2 |
| ------------- | ----------- | --------- |
| Žalgiris      | 1 – 2       | Metalist  |
| Torpedo Mosca | 1 – 0 (dts) | Dnepr     |

### Finale
| Mosca 28 maggio 1988, ore ?:?                                  | Torpedo Mosca | 0 – 2 referto                | Metalist | Stadio Dinamo (Mosca) (30.000 spett.) |
| \| \| \| \| \| \| Marcatori \| 42’ (rig.) Adžoev 61’Baranov \| |               |                              |          |                                       |
|                                                                |               |                              |          |                                       |
|                                                                | Marcatori     | 42’ (rig.) Adžoev 61’Baranov |          |                                       |